# Пситалия
Псита́лия, также Псита́лея (греч. Ψυττάλεια) — необитаемый остров в заливе Сароникос недалеко от Пирея. Административно относится к общине (диму) Пирей, входящей в периферийную единицу Пирей в периферии Аттика.
Наивысшая точка 37 м над уровнем моря. Площадь острова 0,375 км². На острове находится крупнейший в Европе завод по очистке сточных вод.

## История
В 480 г. до н. э. остров Пситалея сыграл важное значение в битве греков с персами при Саламине. Накануне битвы на остров было высажено 400 персидских воинов, однако Аристид во главе отряда гоплитов захватил остров и сделал его плацдармом греков. В ходе сражения греческий отряд уничтожал или брал в плен спасавшихся с тонущих кораблей персидских воинов.
В Средние века и до недавнего времени остров назывался Липсокута́ли (Λειψοκουτάλι — букв. полу-ложка), поскольку он напоминает половину ложки, если смотреть с близлежащей горы Эгалео.
В середине XX века на Пситалее находилась тюрьма Военно-морских сил Греции.
Таким образом, часть острова является историческим памятником и охраняется государством.
Остальная часть в 1990 году была использована под строительство очистного завода.